# Made in Japan (албум на Дийп Пърпъл)
„Made in Japan“ е лайф албум на британската хардрок група Deep Purple, издаден през декември 1972. Концертите на Deep Purple в Япония са сред най-успешните в кариерата на музикантите и са записани по време на турнето им в Япония през август същата година. Записите са от три концерта в Осака и Токио през периода 15 – 17 август 1972 г.

## Концертите
Концертите на групата са в три последователни дни – 15, 16 и 17 август, като първите два са в Осака а третия в Токио. Групата изпълнява най-известните си парчета („Smoke on the water“, „Child in time“ и други) от последния си албум Machine Head. Японската публика винаги се е славела с любовта си към Deep Purple. Интересен факт е, че докато групата изпълнява втората песен от концерта („Child in time“), един изпаднал в екстаз японски фен се застрелва в главата и на записа от концерта ясно се чува изстрела. Трупът на фена е намерен след концерта.

## Песни
1. „Highway Star“ – 6.51
  -  Записан в Осака на 16 август.
2. „Child in Time“ – 12.24
  -  Записан в Осака на 16 август.
3. Smoke on the Water – 7.32
  -  Записан в Осака на 15 август.
4. The Mule – 9.49
  -  Записан в Токио на 17 август.
5. Strange Kind of Woman – 9.36
  -  Записан в Осака на 16 август.
6. "Lazy" – 10.51
  -  Записан в Токио на 17 август.
7. Space Truckin' – 19.41
  -  Записан в Осака на 16 август.

## Музиканти
- Ричи Блекмор – соло китара
- Джон Лорд – клавирни инструменти
- Роджър Глоувър – бас китара
- Иън Пейс – ударни
- Иън Гилан – вокал

## Екип
- Продуцеран от Deep Purple
- Тонрежисьор – Мартин Бирч (Martin Birch)
- Екип – Ян Хансфорд (Ian Hansford), Роб Кукси (Rob Cooksey), Колин Харт (Colin Hart), Рон Куйнтън (Ron Quinton)
- Обложка – Роджър Глоувър
- Оргиналният албум е смесен от Иън Пейс и Роджър Глоувър
- Ремастеринг – Пийтър Мю (Peter Mew)